# Mariano Uset
Mariano Cecilio Uset (Punta Alta, 15 de abril de 1965) es un profesor y político argentino. Desde 2015 hasta 2023 se desempeñó como Intendente del Partido de Coronel Rosales. A partir del 1 de mayo de 2024 se desempeñó como Director Nacional de Articulación Territorial en el Ministerio de Capital Humano.y el 22 de abril fue promovido a Subsecretario de Políticas Territoriales y Desarrollo Humano.

## Biografía
Es oriundo de Coronel Rosales.  Licenciado en Sistemas en Universidad Kennedy y realizó diversas Maestrías en el país y en el exterior. Trabajó en proyectos en la Armada Argentina y en la Dirección de Educación Naval.
, y en Consejo Nacional de Investigaciones Científicas y Técnicas (Conicet) y docente de Grado y Posgrado en Universidades Privadas y Públicas. 

## Actividad política
La carrera política de Mariano Uset inicia en el año 2013, cuando logró alcanzar una banca en el Concejo Deliberante del Partido de Coronel Rosales a través del partido Frente Renovador, obteniendo la presidencia de bloque de dicho partido para el periodo 2013-2015.
En cara a las elecciones municipales del año 2015, se conformó un nuevo frente integrado por concejales y miembros de partidos políticos que en aquel momento integraban el Concejo Deliberante rosaleño, como Unión Celeste y Blanco, Frente Renovador (integrado en ese entonces por Uset), Pro y Fe, denominado "Juntos por Coronel Rosales", donde postularon a Mariano Uset como precandidato a la intendencia municipal.

### Intendencia de Coronel Rosales (2015-2023)

#### Primer mandato (2015-2019)
En las Elecciones Municipales del Partido de Coronel Rosales de 2015, participó en las Primarias Abiertas Simultáneas y Obligatorias (PASO) con la alianza Cambiemos, siendo el único candidato de dicha alianza e imponiéndose primero con un 32,33 % de los votos. El 25 de octubre de dicho año, Uset reafirmó su victoria en las elecciones generales con un 46,5 % votos, poniendo fin así a 12 años de la Integración Vecinalista Rosaleña en el Partido de Coronel Rosales. Uset asumió el cargo de intendente el 10 de diciembre de 2015.
El 31 de mayo de 2019, la entonces Gobernadora de la Provincia de Buenos Aires María Eugenia Vidal a través del decreto 584 estableció la creación del Consorcio de Gestión del Puerto de Coronel Rosales.De manera posterior, el 10 de octubre de 2019 el Gobierno de la provincia de Buenos Aires firmó el acta de transferencia de autonomía del puerto de Coronel Rosales, dando lugar a la oficialización del Consorcio de Gestión del Puerto de Coronel Rosales, implicando para el puerto una mayor independencia operacional y financiera.

#### Segundo mandato (2019-2023)
En las Elecciones Municipales del Partido de Coronel Rosales de 2019, Uset se presentó para obtener la reelección para el periodo 2019-2023. En las primarias abiertas, simultáneas y obligatorias (PASO), se impuso con un total del 50,87 % de los votos, consolidando después su victoria en las elecciones generales del 27 de octubre con un 59,16 % de los votos, siendo así el jefe comunal más votado en la historia del distrito.Uset asumió su segundo mandato el 10 de diciembre de 2019.
El segundo gobierno de Uset se vio marcado por la pandemia de Covid-19. El primer caso se detectó el 26 de abril de 2020, un mes y seis días después de decretado el Aislamiento Social Preventivo y Obligatorio a nivel nacional. La primera muerte por Coronavirus en el distrito se anunció el 17 de julio del 2020.
A finales del 2020, estalló un conflicto entre el ejecutivo municipal y el Sindicato de Trabajadores Municipales por cuestiones salariales. La medida de fuerza del Sindicato afectó principalmente la recolección de residuos, teniendo momentos de escaladas del conflicto, como la marcha en la casa del intendente Uset, o cortes de rutas con el fin de evitar el ingreso de servicios privados de recolección de basura. El conflicto culminó en noviembre de 2021, tras la firma de un acuerdo salarial entre el Ejecutivo Municipal y el Sindicato de Trabajadores Municipales en el Ministerio de Trabajo de la provincia de Buenos Aires.
El 29 de diciembre del año 2020, comenzó la campaña de vacunación contra el Covid-19 en nivel nacional. El día 31 de diciembre de dicho año, llegaron las primeras dosis de vacunas a Punta Alta, siendo aplicadas al Secretario de Salud y al personal de salud del municipio, dando inicio a la campaña de vacunación en el distrito que se extendió durante todo el año 2021.
En 2023 decidió no presentarse a su eventual rerreelección para la Intendencia del Partido de Coronel Rosales, eligiendo como a su sucesor dentro de la coalición Juntos por el Cambio a Nicolás Aramayo. Tras la victoria del peronista Rodrigo Aristimuño en los comicios del 22 de octubre de aquel año y su posterior juramentación el día 12 de diciembre culminó su mandato.

#### Secretarías y direcciones (2019-2023)
A continuación, una tabla en la cual se encuentra el gabinete el cual encabezó Mariano Uset desde el primer mandato de gobierno (10 de diciembre de 2015-10 de diciembre de 2019) hasta su finalización en 2023.
| Secretarías y direcciones del gobierno municipal de Mariano Uset | Secretarías y direcciones del gobierno municipal de Mariano Uset      | Secretarías y direcciones del gobierno municipal de Mariano Uset |
| Secretarías                                                      | Secretarías                                                           | Secretarías                                                      |
| Secretaría                                                       | Titulares                                                             | Período                                                          |
| ---------------------------------------------------------------- | --------------------------------------------------------------------- | ---------------------------------------------------------------- |
| Secretaría de Gobierno                                           | Diego Romano                                                          | 10 de diciembre de 2021 - 12 de diciembre de 2023                |
| Secretaría de Gobierno                                           | Abigail Gómez                                                         | 10 de diciembre de 2015 - 10 de diciembre de 2021                |
|                                                                  |                                                                       |                                                                  |
| Secretaría de Coordinación y Gestión                             | Carla Gómez                                                           | 10 de diciembre de 2021 - 12 de diciembre de 2023                |
|                                                                  |                                                                       |                                                                  |
| Secretaría de Servicios                                          | Juan Lavigne                                                          | 1 de marzo de 2022 - 12 de diciembre de 2023                     |
| Secretaría de Servicios                                          | Amadeo Córdoba                                                        | 26 de abril de 2021 - 1 de marzo de 2022                         |
| Secretaría de Servicios                                          | Luciano Caldevilla                                                    | 10 de agosto de 2020 - 26 de abril de 2021                       |
| Secretaría de Servicios                                          | Vacante 1 mes                                                         |                                                                  |
| Secretaría de Servicios                                          | Ricardo Zapata                                                        | 30 de abril de 2019 - 1 de julio de 2020                         |
| Secretaría de Servicios                                          | Jorge Frites                                                          | 17 de junio de 2016- 30 de abril de 2019                         |
| Secretaría de Servicios                                          | Rafael Miguel Silva                                                   | 10 de diciembre de 2015 - 17 de junio de 2016                    |
|                                                                  |                                                                       |                                                                  |
| Secretaría de Obras y Planeamiento                               | Milagros Medina                                                       | 1 de septiembre de 2022 - 12 de diciembre de 2023                |
| Secretaría de Obras y Planeamiento                               | Ignacio Torrentegui                                                   | 10 de diciembre de 2015 - 1 de septiembre de 2022                |
|                                                                  |                                                                       |                                                                  |
| Secretaría de Salud                                              | Vacante desde el 20 de junio de 2023 hasta el 12 de diciembre de 2023 |                                                                  |
| Secretaría de Salud                                              | Carlos Gabbarini                                                      | 1 de noviembre de 2020 - 20 de junio de 2023                     |
| Secretaría de Salud                                              | Leandro Rodríguez                                                     | 10 de diciembre de 2019 - 1 de noviembre de 2020                 |
| Secretaría de Salud                                              | Carlos Gabbarini                                                      | 10 de diciembre de 2015 - 10 de diciembre de 2019                |
|                                                                  |                                                                       |                                                                  |
| Secretaría de Desarrollo Social                                  | Mariano Ojeda                                                         | 10 de diciembre de 2015 - 12 de diciembre de 2023                |
|                                                                  |                                                                       |                                                                  |
| Secretaría de Economía                                           | Florencia Maidana                                                     | 1 de marzo de 2022 - 12 de diciembre de 2023                     |
| Secretaría de Economía                                           | Martín Ferster                                                        | 10 de diciembre de 2017 - 6 de enero de 2022                     |
| Secretaría de Economía                                           | Daniel Giunta                                                         | 10 de diciembre de 2015- 10 de diciembre de 2017                 |
| Direcciones                                                      |                                                                       |                                                                  |
| Dirección                                                        | Titulares                                                             | Período                                                          |
| Dirección de Seguridad                                           | Gustavo Ávila                                                         | 31 de diciembre de 2022 - 12 de diciembre de 2023                |
| Dirección de Seguridad                                           | Alejandro Pereyra                                                     | 18 de mayo de 2018 - 31 de diciembre de 2022                     |
| Dirección de Seguridad                                           | Miguel Bazán                                                          | 10 de diciembre de 2015 - 18 de mayo de 2018                     |
|                                                                  |                                                                       |                                                                  |
| Dirección de Protección Ciudadana y Medio Ambiente               | Carlos Montero                                                        | 10 de diciembre de 2015 - 12 de diciembre de 2023                |
|                                                                  |                                                                       |                                                                  |
| Dirección de Deportes                                            | Gustavo Gómez                                                         | 22 de marzo de 2021 - 12 de diciembre de 2023                    |
| Dirección de Deportes                                            | Eduardo Kocur                                                         | 10 de diciembre de 2015 - 12 de marzo de 2021                    |
|                                                                  |                                                                       |                                                                  |
| Dirección de Turismo                                             | Bernardo Amor                                                         | 10 de diciembre de 2015 - 12 de diciembre de 2023                |
|                                                                  |                                                                       |                                                                  |
| Dirección de Producción                                          | Mónica Ricciardi                                                      | 10 de diciembre de 2019 - 12 de diciembre de 2023                |
| Dirección de Producción                                          | Vacante 1 año 5 meses                                                 |                                                                  |
| Dirección de Producción                                          | Iván Moscaritolo                                                      | 10 de diciembre de 2015 - 11 de julio de 2018                    |
|                                                                  |                                                                       |                                                                  |
| Dirección de tránsito, transporte y seguridad Vial               | Romina Matarazzo                                                      | 1 de enero de 2023 - 12 de diciembre de 2023                     |
| Dirección de tránsito, transporte y seguridad Vial               | Vacante 1 mes                                                         |                                                                  |
| Dirección de tránsito, transporte y seguridad Vial               | Adrián Otero                                                          | 22 de marzo de 2021 - 30 de noviembre de 2022                    |
| Dirección de tránsito, transporte y seguridad Vial               | Rubén González                                                        | 10 de diciembre de 2015 - 22 de marzo de 2021                    |
|                                                                  |                                                                       |                                                                  |
| Dirección de Cultura                                             | Gustavo Bouscayrol                                                    | 10 de diciembre de 2015 - 12 de diciembre de 2023                |
|                                                                  |                                                                       |                                                                  |
| Jefatura de Comunicaciones y Relaciones Institucionales          | Carolina Padilla                                                      | 30 de abril de 2021 - 12 de diciembre de 2023                    |
| Jefatura de Comunicaciones y Relaciones Institucionales          | Leandro Martínez                                                      | 1 de marzo de 2020 - 30 de abril de 2021                         |
| Jefatura de Comunicaciones y Relaciones Institucionales          | Martín Abenel                                                         | 12 de diciembre de 2015 - 1 de marzo de 2020                     |
|                                                                  |                                                                       |                                                                  |

### Ministerio de Capital Humano
En el año 2024 se reveló que el ex intendente colabora en el Ministerio de Capital Humano a cargo de Sandra Pettovello sin cargo oficial. 
A través de la Decisión Administrativa 717 del Ministerio de Capital Humano publicada en el Boletín Oficial el día 24 de julio de 2024 se oficializó su cargo de Director Nacional de Dispositivos Territoriales, cargo que ocupaba desde el 1 de mayo de 2024.. El 22 de abril del año 2025 fue promovido al cargo de Subsecretario de Políticas Territoriales y Desarrollo Humano, del mismo Ministerio. 

## Elecciones
En las Elecciones Municipales de Coronel Rosales de 2015, Mariano Uset logró convertirse en el Intendente del Partido de Coronel Rosales.

### Elecciones municipales 2015

#### Elecciones PASO agosto de 2015
| Candidato          | Coalición                              | Porcentaje | Habilitados para Generales |  |
| ------------------ | -------------------------------------- | ---------- | -------------------------- |  |
| Mariano Uset       | Cambiemos                              | 32,33%     | Si, paso a las generales   |  |
| Oscar Holzman      | Integración Vecinalista Rosaleña (IVR) | 25,67%     | Si, paso a las generales   |  |
| Alejandro Siracusa | Unidos por una Nueva Alternativa       | 16,18%     | Si, paso a las generales   |  |
| Fernando García    | Frente para la Victoria                | 14,27%     | Si, paso a las generales   |  |
| Referencias        |                                        |            |                            |  |

#### Elecciones generales 2015
| Candidato          | Coalición                              | Porcentaje |
| ------------------ | -------------------------------------- | ---------- |
| Mariano Uset       | Cambiemos                              | 46,78%     |
| Oscar Holzman      | Integración Vecinalista Rosaleña (IVR) | 26,1%      |
| Alejandro Siracusa | Unidos por una Nueva Alternativa       | 11,93%     |
| Fernando García    | Frente para la Victoria                | 8,72%      |
| Fuente             |                                        |            |

### Elecciones municipales 2019
Tras 4 años frente al gobierno municipal, Uset en las Elecciones Municipales de Coronel Rosales de 2019 se presentó para una reelección de su mandato.

#### Elecciones PASO agosto de 2019
| Candidato                                                   | Porcentaje | Porcentaje | Habilitados para Generales                 | Coalición                |
| Mariano Uset                                                | 50.87%     | 50.87%     | Si, paso a las generales                   | Juntos por el Cambio     |
| Rodrigo Sartori                                             | 70,46%     | 19,81%     | Si, ganó la interna y pasó a las generales | Interna Frente de Todos  |
| Natalia Suárez                                              | 29,53%     | 19,81%     | No ganó la interna                         | Interna Frente de Todos  |
| Daniel Medina                                               | 16,28%     | 16,28%     | Si, paso a las generales                   | Bien Común               |
| Mauro Paganini                                              | 61,63%     | 7,43%      | Si, ganó la interna y pasó a las generales | Interna Consenso Federal |
| Miguel Vital                                                | 38,36%     | 7,43%      | No ganó la interna                         | Interna Consenso Federal |
| Abel Benjamín Mejías                                        | 3,07%      | 3,07%      | Si, paso a las generales                   | Frente NOS               |
| Gastón Herrera                                              | 1,99%      | 1,99%      | Si, paso a las generales                   | Frente de Izquierda      |
| Nadia Molina                                                | 0,52%      | 0,52%      | No paso a las generales                    | Partido Humanista        |
| Referencias.Junta Electoral de la provincia de Buenos Aires |            |            |                                            |                          |

#### Elecciones generales 2019
| Mariano Uset         | Juntos por el Cambio | 59,16 % |
| Rodrigo Sartori      | Frente de Todos      | 18,79 % |
| Daniel Medina        | Bien Común           | 14,18 % |
| Mauro Paganini       | Consenso Federal     | 4,63 %  |
| Gastón Herrera       | Frente de Izquierda  | 1,60 %  |
| Abel Benjamín Mejías | Frente NOS           | 1,60 %  |
| Referencias          |                      |         |